# Canterbury
Canterbury ([ˈkæntɚ.bɹɪ], franceză Cantorbéry) este un oraș în comitatul Kent, Anglia, Regatul Unit. Orașul se află în districtul omonim a cărui reședință este.

## Istorie
Situat pe râul Stour, Canterbury a fost locuit încă din perioada preromană; orașul roman Duroverum Cantiacorum a fost întemeiat după invazia lui Claudius în anul 43. A fost o metropolă ecleziastică a Angliei din 602, când Sf. Augustin de Canterbury a fondat o mănăstire și ulterior o catedrală. Arhiepiscolul Sf. Thomas Becket a fost asasinat în 1170 în această catedrală. După canonizarea  acestuia în 1172, a devenit loc de pelerinaj.
În al doilea război mondial, orașul a fost intens bombardat, dar catedrala nu a fost avariată.

## Atracții turistice

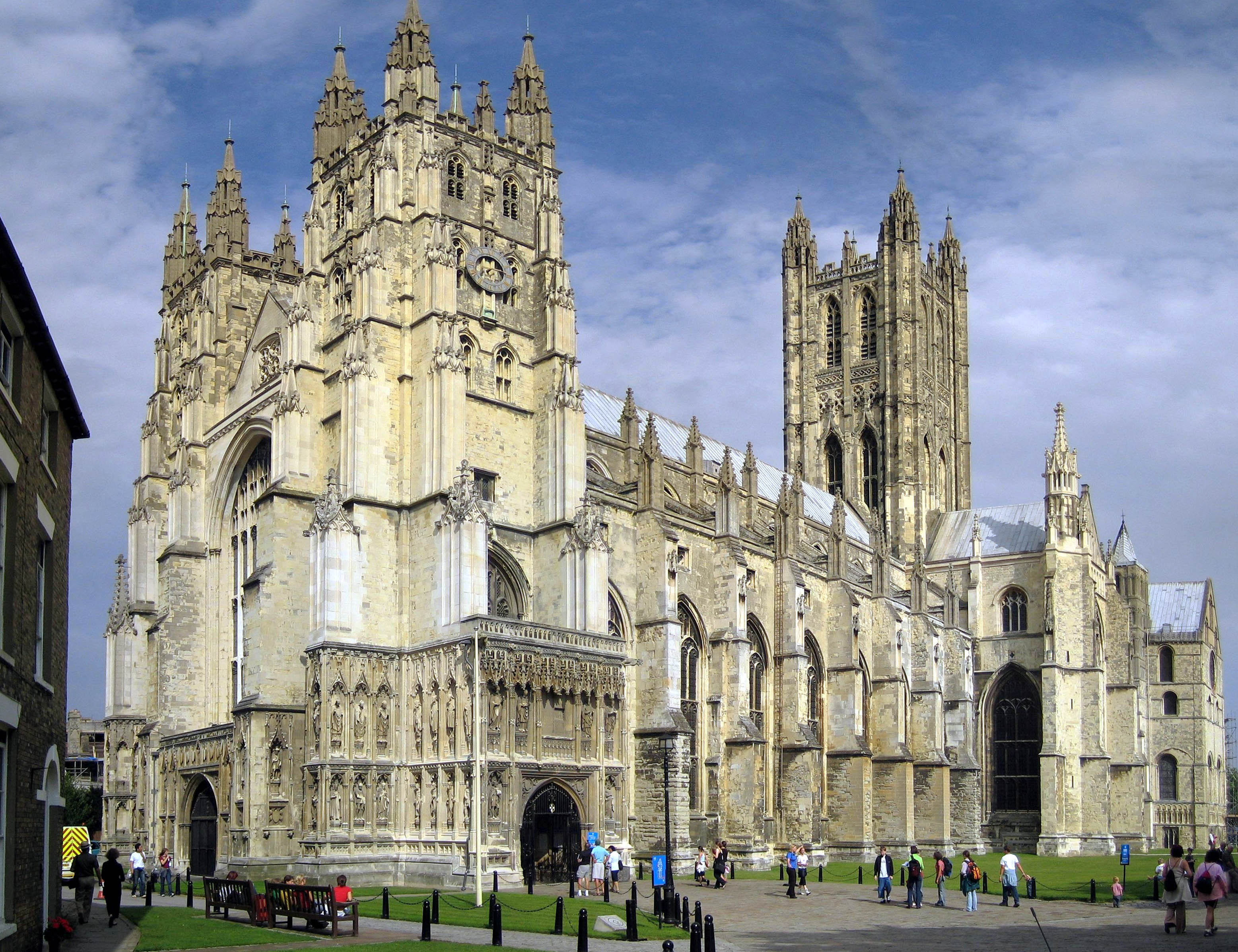
Catedrala anglicană

Catedrala din Canterbury datează din secolul al XII-lea și este reședința Arhiepiscopului de Canterbury, cel mai înalt ierarh al Bisericii Anglicane, în funcțiune Justin Welby.
Catedrala, fosta Abație Sf.Augustin și Biserica Sf.Martin din Canterbury au fost înscrise în anul 1988 pe lista patrimoniului cultural mondial UNESCO.

## Personalități născute aici
- Christopher Marlowe (1564 - 1593), scriitor;
- Stephen Gray (1666 - 1736), fizician, astronom;
- Brian Hopper (n. 1943), muzician;
- Hugh Hopper (1945 - 2009), muzician;
- Mark Tilbury (n. 1968), antreprenor;
- Orlando Bloom (n. 1977), actor;
- Georgina Harland (n. 1978), sportivă la pentatlon modern.